# 버블디아
버블디아(영어: Bubble Dia), 본명: 안슬기, 1988년 3월 29일~ )는 대한민국의 가수, 보컬 트레이너, 방송인, 유튜버, 뮤직 크리에이터이다.

## 개요
보스턴 음대에서 뮤지컬학을 전공하고, 한국에서 2014년 8월부터 아프리카TV BJ로 활동을 시작했고, 유튜브 채널을 개설해 노래와 관련된 컨텐츠와 음악방송으로 점차 구독자 수가 증가하여 160만명이 넘는다.
처음 4년 간은 뮤지컬 창법에서 소리를 긁는 가요 창법을 구사하기 위해 피나는 연습을 하다가 성대결절 등이 생기기도 했으며, 지금은 유튜브에서 왕성한 활동을 보이고 있다. 일주일에 두 세 번 정도 커버곡이나 라이브 방송을 하면서 라이브로 고음을 특색으로 하는 록 발라드 계열의 노래나 가요, 뮤지컬, 알앤비, POP, 디즈니 등이지만, 주로 성악을 베이스로 하는 록을 부른다. 록을 가장 좋아하고, 록발라드를 그 다음으로 좋아한다.
버블디아(Bubble Dia)라는 예명은 '버블리(톡톡튄다)'의 앞 두 글자와 미국 이름 '리디아'의 뒤 두 글자를 따서 만들었다.
청순하고 단아한 미모와 시원한 입담으로 다양한 연령대의 구독자를 확보하고 있으며, 특히 40대에 두터운 팬층이 형성돼 있다. 농담도 잘 받아넘기며, 가끔 악플(악성 댓글)이 달리기도 하지만 자신의 목소리를 사랑한다고 한다.
한국과 미국 스타일이 다르기 때문에 현재 연기와 보컬, 피아노 등의 레슨을 4개를 받고 있으며, 준비되면 한국의 무대에 올라 관객들이 감동할 수 있는 무대를 만들고 싶다고 한다.

## 생애
1988년 3월 29일 경기도 부천시에서 출생했으며, 초등학교 5학년 때 부모를 따라 미국으로 이민 갔다. 12세 때부터 예술 초등학교를 다니며 성악을 시작했고, 중학교, 고등학교에서도 노래를 전공했다. 노래에 재능을 보이며 버클리 음악대학 보스턴 음악원의 뮤지컬 학과에 장학생으로 입학했다. 집안 사정이 어려워 휴학과 복학 등의 과정을 거치며 우여곡절 끝에 2011년에 뮤지컬 mfa 4년 장학생으로 졸업했다. 대학 졸업 후 뉴욕의 브로드웨이 무대에 도전했다.
그러나 그녀의 얼굴은 미국에서 안 통했다. 미국에 있을 당시 동양인도 아니고 미국인도 아니라는 뜻의 'Are you mix?'라는 말을 많이 들었고, 오디션에서도 수차례 떨어졌다. 이때 한 뮤지컬 감독이 "브로드웨이에서는 역할이 없을 것 같다. 한국에 가면 여러 역할을 할 수 있지 않겠느냐"는 조언을 해줬다.
2014년 2월 한국으로 건너와 국내 무대에 서기엔 아직 능력이 부족하다는 생각에 진로를 바꿔 2014년 7월부터 아프리카 BJ를 시작했다. BJ를 하면서 인기가 오르자 그의 이력을 문제 삼는 사람들도 생겨나기도 했다. 그 동안 뮤지컬을 하기 위해 들인 노력과 시간에 대해서 그녀는 후회하지 않으며, 안 되는 걸 무작정 계속하는 게 오히려 바보 같다고 생각한다고 한다. 브로드웨이가 꿈이었지만, 그녀가 왜 무대에 설 수 없는지 빨리 깨달았다고 보는 게 맞을 것 같다고 한다. BJ를 하면서 누군가 자신의 노래를 듣고 호응해주기 때문에 행복하다고 한다.
BJ를 하면서 슈퍼스타K, K-POP 스타 등 여러 오디션에 도전했지만 심사위원도 만나지 못하고 떨여졌다. 한 오디션에서 연락이 오긴 했으나 미국에 있었던 관계로 포기했다. 자신의 창법이 가요랑 잘 맞지 않는 것 같아 2014년부터 4년간 피 나는 연습을 하면서 성대결절, 성대부종으로 힘들어 하기도 했다. 현재 연기와 보컬, 피아노 등의 레슨을 4개를 받으며 자신만의 음악세계를 위해 정진하고 있다.

## 데뷔
2017년 디지털 싱글 앨범 《마음이 그대만》

## 활동
- 2011년 미국 브로드웨이 소극장에서 오디션에 합격하고, 메리 파핀스가 감독한 〈Bronze Mirror〉의 여주인공으로 약 1개월간 공연했다.

- 〈BJ 활동〉 2014년 8월부터 아프리카TV BJ로 활동을 시작했고, 청순한 얼굴과 육감적인 몸매로 방송을 시작한 지 8개월만에 수준 높은 노래 실력으로 애청자만 6,8779명에 이를 정도로 아프리카TV에서 큰 인기를 얻었다. 수만 명의 BJ 중 2015년 3월 31일 기준 176위를 기록하며 인기가 상승세였다. 그녀는 방송에서 뮤지컬 노래와 함께 발성법 등 자신의 노하우를 시청자들에게 전달하고 했다. 방송 초기 뮤지컬 전공자라는 이력은 시청자들에게 신뢰를 주었다. 인기가 올랐고 시청자들은 그에게 더욱더 많은 관심과 사랑을 보냈다. 동시에 그녀의 과거를 궁금해하는 사람들도 늘어났다. 이 때부터 이력 논란이 거세게 불거졌다. 브로드웨이에서 공연했다는 이력의 진위 여부가 논란의 핵심이다.[6] 2017년 5월 22일을 끝으로 아프리카TV 방송은 종료하고, 좀 더 대중성이 있는 카카오TV로 방송 플랫폼을 이동했다. 방송을 하며 사람들이 노래를 배우고 싶어하는 욕구가 상당하다는 점을 깨닳았고, 그래서 방송이 흥했다고 생각한다고 한다. 연애 관련 내용이나 미국의 SNL과 같은 농담했고, 방송 초기에는 쑥스럽기도 하고 어색했지만 곧 적응돼서 그런지 농담도 잘 받아넘기며, 가끔 악플(악성 댓글)이 달리기도 하지만 자신의 목소리를 사랑한다고 한다.

- 〈브로드웨이 무대 진위 논란〉 - '2011년 브로드웨이의 뮤지컬 창작극 〈Bronze Mirror〉의 여주인공', '2013년 레미제라블 여주인공 코제트 역 발탁' 등에 문제를 제기한 이들이 생겨났고, 이들은 구글과 아마존에서 브로드웨이 뮤지컬 리스트 등을 검색한 근거를 제시했다. 버블디아에 의하면 "브로드웨이 무대에 선 것은 사실이다. 브로드웨이 하면 큰 무대만을 생각하는 것 같다. 하지만 전혀 그렇지 않다"면서 "브로드웨이에는 대형 공연장, 소극장, 투어 공연 등으로 나뉜다. 난 투어 공연을 했다. 그런데 내가 브로드웨이 대형 극장에서 공연했던 것으로 오해하더라. 충분히 이해는 하지만, 시스템을 잘 모르고 개인 신상을 털어 거짓말쟁이로 모는 것은 문제라고 본다. 레미제라블도 투어 공연이었다. 난 메인도 아니고 서브였다. 처음 이런 논란이 불거졌을 때 이해가 안 됐다. 커리어에 왜 이렇게 예민하게 받아들이는지 말이다. 생각해보니 한국과 미국의 정서적 차이가 아닐까 싶었다. 이후 방송을 통해 차분히 그리고 솔직하게 이야기했다. 어느 날 감독에게서 연락이 왔다. 메일은 한국에서 왔고 내용은 자신들의 주장이 맞는지를 묻는 내용이었다. 감독은 오히려 '이게 무슨 상황이냐'고 물었다. 그때 감독에게 메일 보낸 사람들에게 답장을 보냈다. 그 뒤로 아무런 말이 없더라. 별사람이 다 있다."고 밝혔다.[7]

- 디즈니 애니메이션 뮬란에 '소피아' 캐릭의 성우로 출연했다.

- 〈내일은 미스트롯2〉 2020년 12월 31일 TV조선 '내일은 미스트롯2' 3회 예선 '마스터 오디션'에 출연하여 〈비와 외로움〉을 소름끼치는 감성적인 고음으로 열창하였으나 애석하게도 9개(만점 15개)의 하트를 받아 예비합격자가 되었으나, 본선 1차 진출에는 실패하였다. 이를 두고 네티즌들은 '트로트 오디션에 왜 발라드를 선곡하느냐?'며 의아해 하거나, 그녀의 노래실력을 의심하기도 하였다. 하지만 그녀의 유튜브 실시간 방송에서 해명한 바에 따르면, "6개월간 촬영하면서 연습하고 심지어 트로트 전공한 분에게 검사 받아서 나갔다. 나도 트로트를 부르고 싶어서 트로트 6곡 정도를 외워서 불렀는데 제작진들이 '좀 아닌 것 같다. 버블디아는 록 발라드 아니냐. 차라리 그럴꺼면 디아님이 젤 잘하는거 하시면 되지 않을까요? 약간 트로트를 가미한 록 발라드로 가보자. 한번 후회없이 무대에서 해보자.' 이렇게 얘기해서 '예'라고 답했다.'라며 작가분들이 자신들도 버블디아 팬이라며 록 발라드 중에 〈my way〉, 〈you〉, 〈비와 외로움〉을 추천했고, 오디션에서 다 불러봤는데 '〈you〉같은 록에 살짝만 트로트를 가미를 해보자.' 이런식으로 원하시더라. 그래서 '안된다. 〈you〉는 아무리 해도 트르트를 가미할 수 있는게 전혀 없다. 〈you〉는 진짜 욕먹는다. 〈you〉는 락 발라드 매니아층이 너무 강해서 큰 일 난다.'고 했고 그래서 생각한게 〈비와 외로움〉이었다."고 한다. 그녀는 출연한 것에 대해 "무대에서 나 만큼 했다. 근데 처음 서는 큰 무대라 떨리는 것도 있고 부족한 점도 있었다. 다음에 더 열심히 해서 발전하는 되는 것 아니겠습니까? 그 무대에서 만큼은 최선을 다했다."라며 담담하게 소감을 이야기했다. "트로트를 우습게 생각해 본 적이 없다. 트로트 가수는 모든 장르를 다 잘해야한다고 생각한다."고 한다. 팬들도 모르게 '내일은 미스트롯2'에 출연하였다고 한다.[8] 방송 후 탈락했음에도 2시간 만에 그녀의 유튜브 구독자수가 5천명이 늘어 148만명이 되었다. 이날 무대가 끝나고 마스터 장윤정은 “이런 경연은 처음 아닐까. 본인이 느낀 불안함을 우리가 느꼈다. 후렴의 편곡이 독이 됐다. 도움닫기를 안 하고 뜀박질한 느낌”이라고 평가했다. 특별 마스터 임영웅은 “평소 버블디아 씨의 매력을 이 자리에서도 느꼈다. 시원한 고음을 보여주신 것 같다”고 응원했다.[9] 이 무대 이후 2020년 12월부터 보컬 등 4개의 레슨을 받고 있다.[10]

## 유튜버 활동
- 2014년 7월 26일 부터 유튜브 국내 채널 '버블디아'를 운영하고 있으며, 주로 록 발라드 계열의 K-POP 커버곡이나 브이로그, 뮤지컬 노래, 발성법 등의 콘텐츠를 올리고 있고, 고음을 사용한 창법이 특색이며, 꾸준히 구독자가 증가하여 2018년 9월 14일 100만을 돌파했고, 2023년 2월 25일 현재 162만명이다. '너목보' 출연 후 10만, 크라잉넛 이후 매일 커버 영상과 발성 영상을 올린 후 100만이 되었다. 수/목/금/토 밤 10시에 정규 라이브 방송이 있다.

- 2017년 11월 7일부터는 해외 채널로 'Bubble Dia'에 영어 버젼의 커버곡을 올리고 있고 구독자는 약 78만명이다. 2023년 3월 구독자 100만명을 돌파했다.

## 학력
- 2011년 버클리 음악대학 보스턴 음악원 (Boston Conservatory at Berklee) 뮤지컬학과 (졸업) (Musical Theater Performance / Bachelor)[11]

## 앨범
- 2015.04.24. 싱글 《너의 목소리가 보여 Part 3》 수록곡 〈청혼〉 (장르: 발라드), 발매사:지니뮤직, 기획사:Stone Music Entertainment[12]
- 2016.09.28. OST 《다시 시작해 OST Part.18》 수록곡 〈그대라 Missing You〉 (장르: OST, 드라마음악), 발매사:다날 엔터테인먼트, 기획사:더하기미디어[13]
- 2016.10.20. OST 《좋은 사람 OST Part.24》 수록곡 〈또 무슨일이니〉 (장르: OST, 발라드, 드라마음악), 발매사:다날 엔터테인먼트, 기획사:더하기미디어
- 2017.10.27. 싱글 《마음이 그대만》 수록곡 〈마음이 그대만〉 (장르: 발라드), 발매사:(주)카카오M, 기획사:엔에스씨컴퍼니
- 2018.11.25. 싱글 《어쩌면》 수록곡 〈어쩌면〉 (장르: 발라드), 발매사:(주)카카오M, 기획사:엔에스씨컴퍼니
- 2019.01.25. OST 《검은사막 모바일 격투가 X 질풍가도》 수록곡 〈질풍가도〉, 〈질풍가도(with 이혁)〉 (장르: 게임, 록/메탈), 발매사:(주)뮤직앤뉴, 기획사:검은사막 모바일
- 2019.11.26. 싱글 《나는 그를 죽이지 않았다》 수록곡 〈나는 그를 죽이지 않았다〉 (장르: 발라드), 발매사:(주)뮤직앤뉴, 기획사:SG뮤직
- 2019.12.07. 싱글 《생각해》 수록곡 〈생각해〉 (장르: 발라드), 발매사:(주)카카오M, 기획사:꿈의엔진

## 저서
- 2022.05.23. 《버블디아’s 부르지 못한 이야기》, 너와숲

## 공연
- 2011년 미국 브로드웨이의 뮤지컬 창작극 《Bronze Mirror》의 여주인공 (투어 공연)
- 2013년 미국 《레미제라블》 여주인공 코제트 역 발탁 (투어 공연, 서브)
- 2019.04.20. 《버블디아 CONCERT ＆ FAN MEET-UP ‘DIA DAY》 (서울 대학로 유니플렉스 2관), 공연시간 200분[14]

## 방송
- 2015.04.23. Mnet 《너의 목소리가 보여》 9회 노을편 시즌1, '디즈니 Sing데렐라'로 출연, 〈청혼〉(노을), 우승, '엘사녀'라 불림
- 2020.12.31. TV조선 《내일은 미스트롯2》3회 예선, 〈비와 외로움〉, 9하트, 예비합격
- 2023.02.19. MBC 《미스터리 음악쇼 복면가왕》'겁 없는 하룻강아지' VS '생선 굽는 고양이'의 1라운드 무대,〈Hey, Hey, Hey〉
- 2023.02.26. MBC 《미스터리 음악쇼 복면가왕》'겁 없는 하룻강아지'로 출연, 2라운드〈Marry Me〉

## 수상
- 2015.04.23. Mnet 《너의 목소리가 보여》 9회 노을편 시즌1 우승